# Фридрих Михаэль Пфальц-Биркенфельдский
Фридрих Михаэль Цвейбрюккен-Биркенфельдский (нем. Friedrich Michael Pfalzgraf bei Rhein, Herzog von Pfalz-Zweibrücken-Birkenfeld; 27 февраля 1724, Раппольтсвейлер — 15 августа 1767, Шветцинген) — пфальцграф Прирейнский (Pfalzgraf bei Rhein) и герцог Цвейбрюккен-Биркенфельдский, баварский фельдмаршал (июль 1753), имперский фельдмаршал времён Семилетней войны (27 января 1758). Прямой предок по мужской линии всех королей Баварии, первым из которых стал его сын.

## Биография
Фридрих Михаэль был сыном пфальцграфа и герцога Христиана III и его супруги, Каролины. Начал военную карьеру на французской службе и уже в 18-летнем возрасте (14.5.1743) получил чин маршала лагеря, а позднее генерал-лейтенанта во французской армии. В 1742 году в чине баварского генерал-фельдвахтмистра, вместе с маршалом Бель-Илем, участвовал в осаде Праги.
Позднее, 27 февраля 1746 года становится пфальцским генералом-фельдмаршалом и имперским генерал-лейтенантом, губернатором Мангейма и c 1754 — прирейнским генералом-фельдмаршалом, а с 30 ноября 1757 года — имперским генералом кавалерии во время Семилетней войны с Пруссией. После разгрома французских и имперских войск в битве при Росбахе Фридриху Михаэлю удалось вернуть порядок в императорскую армию, за что он был награждён Большим крестом военного ордена Марии Терезии. 27 ноября 1746 года Фридрих Михаэль переходит из протестантизма в католичество.
Осенью 1758 году армия под командованием Фридриха Михаэля вторглась в Саксонию, захватила крепость Зонненштейн и осадила Лейпциг. Годом позже ему удалось занять Лейпциг, Торгау, Виттенберг и Дрезден. Фридрих Михаэль оказал помощь фельдмаршалу Леопольду Йозефу фон Дауну в битве под Максеном и сам одержал победу в сражении под Штреленом.
27 марта 1760 года назначается рейхсгенерал-фельдмаршалом (генералиссимусом). В 1761 году вышел в отставку и передал командование имперскими войсками фельдмаршалу Иоганну фон Сербеллиони.
После заключения мира в Губертусберге Фридрих Михаэль занимает пост командующего войсками в Богемии (Чехии) и позднее становится председателем Тайного военного совета. После окончания военной и государственной службы находился при пфальцском дворе, много времени проводил при мангеймском дворе, где вёл довольно уединённый образ жизни. Был членом мангеймской масонской ложи «Carl zur Eintracht». Похоронен в Мюнхене.
Фридрих Михаэль считался одним из красивейших мужчин своего времени и пользовался большим успехом у женщин. Одной из его любовниц была его тёща, курфюрстина Елизавета Августа.

## Семья
В 1746 году Фридрих Михаэль вступает в Мюнхене в брак с Марией Франциской (1724—1794), дочерью наследного принца Пфальц-Зульцбахского Иосифа Карла Зульцбахского. В этом браке у него родились дети:
- Карл II Август Кристиан (1746—1795), князь Пфальц-Цвейбрюккена, женат на принцессе Марии Амалии Саксонской
- Клеменс Август Иосиф Фридрих (1749—1750)
- Мария Амалия Августа (1752—1828), замужем за королём Саксонии Фридрихом Августом I
- Мария Анна (1753—1824), замужем за герцогом Баварии Вильгельмом (1752—1837)
- Максимилиан I Иосиф (1756—1825), король Баварии, женат на принцессе Августе Гессен-Дармштадтской, затем на принцессе Каролине Фридерике Вильгельмине Баденской (1776—1841)

От внебрачной связи с Луизой Шаво у Фридриха Михаэля родился сын Карл Фридрих Штефан (1767—1834), барон фон Шёнфельд (с 1813), граф фон Оттинг и Фюнфштеттен (с 1817).